# Jessie Anderson
Jessie Anderson es un personaje ficticio en la serie cómic The Walking Dead  y  está representado por  Alexandra Breckenridge en la serie de televisión mismo nombre. Ella es residente en la zona segura de Alexandría. Creada por el escritor Robert Kirkman y el artista Charlie Adlard, el personaje hizo su debut en "The Walking Dead" # 72 en 2010.
En ambos medios, Jessie vive en un matrimonio infeliz, debido a su abusivo esposo Pete que la golpea, a pesar del brote de zombis, y su hijo Ron (y Sam en la serie de televisión) en la Zona Segura de Alexandria. Tras la muerte de su marido, Jessie forma una relación romántica con Rick. Fue devorada junto con su hijo menor, Sam (quien causó la muerte de Jessie) por los caminantes cuando una manada comenzó a inundar Alexandría. Su hijo mayor, Ron, murió después de que fueron asesinados y también fue devorado después de que Michonne lo apuñalara después de dispararle al ojo izquierdo de Carl.

## Historia
Jessie aparece como residente de la comunidad de la Zona Segura de Alexandria en la que Rick Grimes y sus sobrevivientes ingresan. Ella hace su primera aparición en la cena para la comunidad, apareciendo nerviosa y tranquila. A pesar de que su inversión en la zona segura en sí misma es limitada y se niega a hablar sobre sus problemas matrimoniales, Rick se enfrenta repentinamente a este problema. Rick la confronta en privado y ella admite que Pete ha sido físicamente abusivo con ella, pero aún lo defiende, ella es protectora de su hijo, Ron.
Ocurren una serie de eventos que comienzan con Rick frente a Pete, que finalmente termina con la ejecución de Pete después de asesinar a la esposa del líder de Alexandria, Regina. Jessie se lamenta en silencio, pero en breve, mientras se siente aliviada de que el problema ha terminado. Ella expresa gratitud hacia Rick por la situación y luego se vuelve más interesada en él. Ella comienza a hacer avances románticos sobre él, ambos se les ve manteniendo relaciones sexuales. Rick comienza a alejarse de los recuerdos de su esposa anterior Lori, a medida que su relación con Jessie se fortalece.
Durante la horda que ataca a Alexandria, Jessie, Rick, su hijo Carl y su hijo, Ron se cubren con agallas para moverse a través de la horda, el plan falla cuando Ron demuestra temor y comienza a llorar los sonidos del llanto atrae a los zombis y Ron es devorado por los muertos vivientes, y luego es mordida y devorada. Ella no puede soltar la mano de Carl mientras la horda se mueve en su dirección, obligando a Rick a amputar su mano con un hacha para salvar a su hijo, ella es encontrada más tarde por el sargento Abraham Ford reanimada a quien le dispara para evitar que Rick la vea zombificada.

## Adaptación de TV

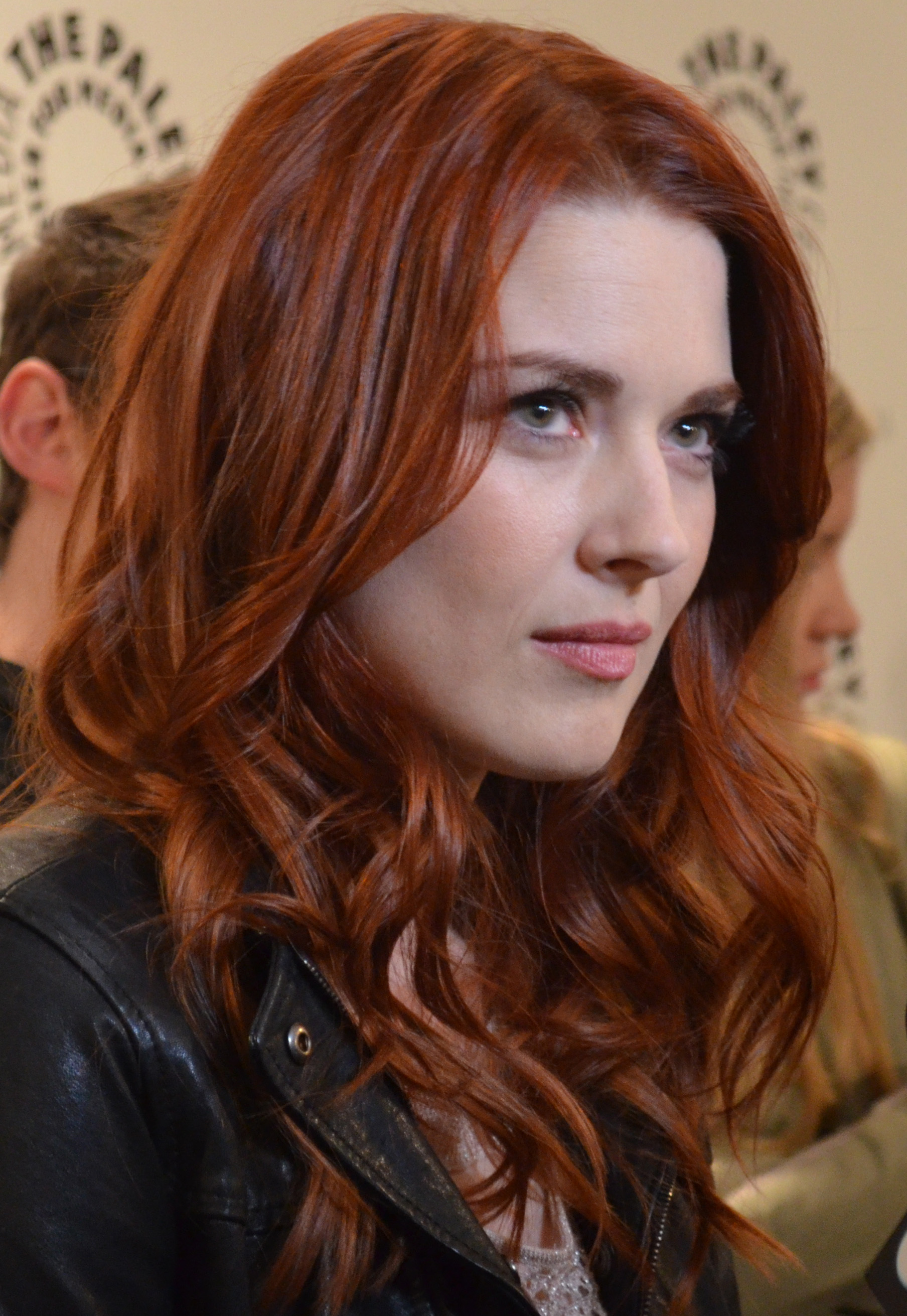
La actriz Alexandra Breckenridge fue elegida para interpretar a Jessie Anderson en el trascurso de la quinta temporada hasta la sexta temporada.

### Temporada 5
En el episodio "Remember", Jessie aparece como una miembro de la zona segura de Alexandria que da suministros al recién llegado Rick Grimes, quien recientemente se afeitó la larga barba y Jessie ofrece hacerle un corte de pelo. Más tarde, cuando el grupo explora el vecindario, Rick pierde de vista a Carl y Judith, y se encuentra con Jessie, quien le muestra a Rick que está hablando con algunos residentes cercanos. En el episodio "Forget", Jessie, Pete, Ron y Sam asisten a la fiesta de Deanna, en donde comienza a haber señales de cariño con Rick, ya que durante gran parte de la noche se la pasaran en coqueteo. En "Spend", Jessie aparece cuando Rick la visita. Ella le explica que su escultura de búho estaba rota, pero no sabe quién lo hizo. Rick promete investigarlo, pero Jessie le pregunta qué hará y él le dice que pensará en algún tipo de castigo. Más tarde, hacia el final del episodio, Carol Peletier visita a Pete, preguntando por Jessie. En respuesta, él le responde reacio: "No es un buen momento" y le cierra la puerta en la cara. Carol luego le informa a Rick que Jessie está siendo abusada físicamente y sugiere que Sam también podría estarlo.
En el episodio "Try", Jessie está en su garaje cuando Rick aparece, informándole que sabe el secreto de su familia. Ella le dice que ella es una mujer casada y adulta que puede cuidarse sola. Jessie cierra la puerta del garaje en Rick. Jessie parece estar llorando por sus problemas, cuando Rick entra por la puerta y le pide que le permita ayudarla. Ella entonces le da permiso para ayudarla. Pete entra por la puerta trasera borracho. Él exige que Rick se vaya, pero Jessie le dice suavemente que se vaya. "Sólo vete", les dice a Pete y Rick. Pete intenta golpear a Jessie, lo cual Rick lo detiene y esto los lleva a tener una pelea en su casa y luego en la calle después de que estallan a través de la ventana, peleando. En el final de temporada "Conquer", Jessie está entre la multitud que está discutiendo en la asamblea para ver el destino de Rick, y ella aboga por el alguacíl, cuando de pronto llega Rick y les da un discurso, cuando de pronto aparece Pete con la katana de Michonne queriendo matar a Rick, Reg Monroe el esposo de Deanna intenta detenerlo pero le rebana la garganta, Jessie se ve horrorizada, Reg se desangra de inmediato en los brazos de Deanna, muriendo al instante y ella le permite a Rick matar a Pete, lo que él hace. Jessie no parece estar devastada por su muerte.

### Temporada 6
En el estreno de la temporada, "First Time Again", Jessie aparece por primera vez en un flashback. Ella es vista por primera vez abrazando a un Sam devastado en su casa cuando Ron se va. Más tarde, Jessie está en la armería cuando Rick entra. Rick y Jessie hablen por el por comportamiento de Ron en el bosque. En el episodio "JSS" cuando los Lobos atacan Alexandria, Jessie se esconde con Sam en un armario, pero baja las escaleras para advertir a Ron que se vaya de la casa porque sabe que hay una miembro lobo dentro, armada con una pistola. la loba se cuela detrás de ella y la arroja al suelo, la loba va a recoger el arma de Jessie que se le cayo cuando fue atacada. Jessie se levanta del suelo y toma unas tijeras de estilista y corre hacia la loba cuando está de espaldas. Jessie apuñala repetidamente a la loba en el pecho violentamente. Ron entra y la observa mientras Jessie mata a la mujer bandida. Jessie luego procede en apuñalarle el cerebro para prevenir su reanimación. Jessie escucha el discurso de Rick después de que es perseguido por un súper paquete de caminantes a las puertas de Alexandria y ahora la comunidad está rodeada por un masivo rebaño de caminantes. Ella va a casa y saca a la loba muerta de su cocina. En el episodio "Now" Jessie mata a una zombificada Betsy, que se había suicidado después de la muerte de su marido y en la noche mantiene una plática con Rick, lo cual este procede en robarle un beso y ella se siente correspondida a tal muestra de cariño.  En el episodio "Heads Up", Jessie está en la clase de entrenamiento de armas de Rosita Espinosa aprendiendo a usar un machete. En el final de mitad de temporada, "Start to Finish", Jessie ayuda a Rick, a Deanna, Carl, Michonne, Gabriel y Ron lesionados en su casa después de que Alexandria está rodeada de caminantes. Ella empuja con urgencia contra los caminantes que intentan ingresar a su casa junto con los demás. Empujando a los caminantes hacia abajo, parece que hay demasiados y comienzan a entrar en la casa. Todos se apresuran escaleras arriba y formulan un plan para escapar. Se cubren de sangre y tripas y comienzan a caminar a través de la manada, tomados de la mano.
En el estreno de mitad de temporada, "No Way Out", se ve a Jessie caminando junto con la manada con Rick y los demás. Se detienen y discuten un plan adaptado para dejar Alexandría. Jessie intenta que Sam vaya con Gabriel y Judith a la iglesia por seguridad, pero él se niega. Caminando por la noche, Sam comienza a entrar en pánico cuando ve a un niño caminante. Él comienza a hacer ruido con sus llantos y Jessie y Ron tratan de calmarlo desesperadamente, pero los caminantes sintiéndose atraídos a su sonido de llanto, lo encuentran y se lo devoran. Jessie rompe a llorar, todavía sosteniendo la mano de Sam. Carl, Ron y Rick le dicen que deben irse para evitar ser descubiertos por los caminantes. Sin embargo, ella no escucha, lo que lleva a los caminantes a encontrarla y devorarla. Mientras Jessie está siendo devorada con vida, Carl intenta escapar, pero es incapaz debido a su fuerte agarre en su mano. Rick le corta la mano con su hacha para salvar a Carl de ser arrastrado por ella.

## Casting
Breckenridge explicó: "No sabía nada. No había visto el programa antes. Había visto al piloto hace mucho tiempo, lo cual disfruté, pero no me gustaban la sangre y las tripas en ese momento, así que No seguí mirando por esa razón. Cuando obtuve el papel, observé las cuatro temporadas en una semana y tuve pesadillas de zombies. Era como hacer un examen para hacer un examen. No había leído los cómics y la primera vez que tuve mi reuniéndose con Scott Gimple, me sugirió que no leyera los cómics porque el programa y los personajes no siempre son exactos a los cómics. Si has visto los cómics, mi personaje tiene cabello negro corto con flequillo y lleva una diadema — y ella es una mansa paloma; ella es un personaje más débil de lo que estoy jugando en el show, lo cual es genial porque disfruto interpretando un personaje más fuerte".